# Maritza Marténová
Maritza Martén García (* 17. srpna 1963 Havana) je kubánská atletka, olympijská vítězka v hodu diskem.
V roce 1985 zvítězila na univerziádě v Kobe v hodu diskem. Na mistrovství světa v Římě o dva roky později skončila mezi diskařkami devátá, na dalším šampionátu v Tokiu v roce 1991 pak desátá. Největší úspěch pro ni znamenala sezóna 1992 – zvítězila na olympiáda v Barceloně a 18. července téhož roku si vytvořila osobní rekord 70, 68 m.